# Chelogonobolus atriculus
Chelogonobolus atriculus är en mångfotingart som först beskrevs av Pocock 1908.  Chelogonobolus atriculus ingår i släktet Chelogonobolus och familjen Allopocockiidae. Inga underarter finns listade i Catalogue of Life.